# Медведь Ігор Миколайович
І́гор Микола́йович Медведь (7 лютого 1974 — 5 червня 2016) — солдат Збройних сил України, учасник російсько-української війни.

## Життєпис
Народився 1974 року в селі Слобідка (Новгород-Сіверський район, Чернігівська область). 1979 року з родиною переїхав до міста Первомайськ Луганської області, навчався у первомайській середній школі. У 1984 році з родиною повернувся до Новгород-Сіверського району. 1989-го закінчив 8 класів середньої школи села Лоска, 1991 року — середню школу села Слобідка.
Протягом 1992—1994 років проходив строкову військову службу у танкових військах ЗСУ в Хмельницькій області. Демобілізувавгись, повернувся до села Слобідка; працював трактористом у радгоспі «Перемога». Згодом переїхав до міста Чернігів, працював водієм гусеничного транспорту у ПАТ «Будіндустрія».
Навесні 2015 року мобілізований; солдат, механік-водій БМП 53-ї окремої механізованої бригади.
5 червня 2016-го під вечір ДРГ противника здійснила спробу пройти вздовж залізничної колії поблизу станції Майорська — у напрямку Торецька; українські вояки відкрили вогонь на ураження. Під прикриттям 120-мм міномета диверсанти відійшли, однак міна влучила у передовий спостережний пост, Ігор загинув, ще 2 бійців зазнали поранень.
8 червня 2016 року похований у Чернігові, на Алеї слави кладовища Яцеве.

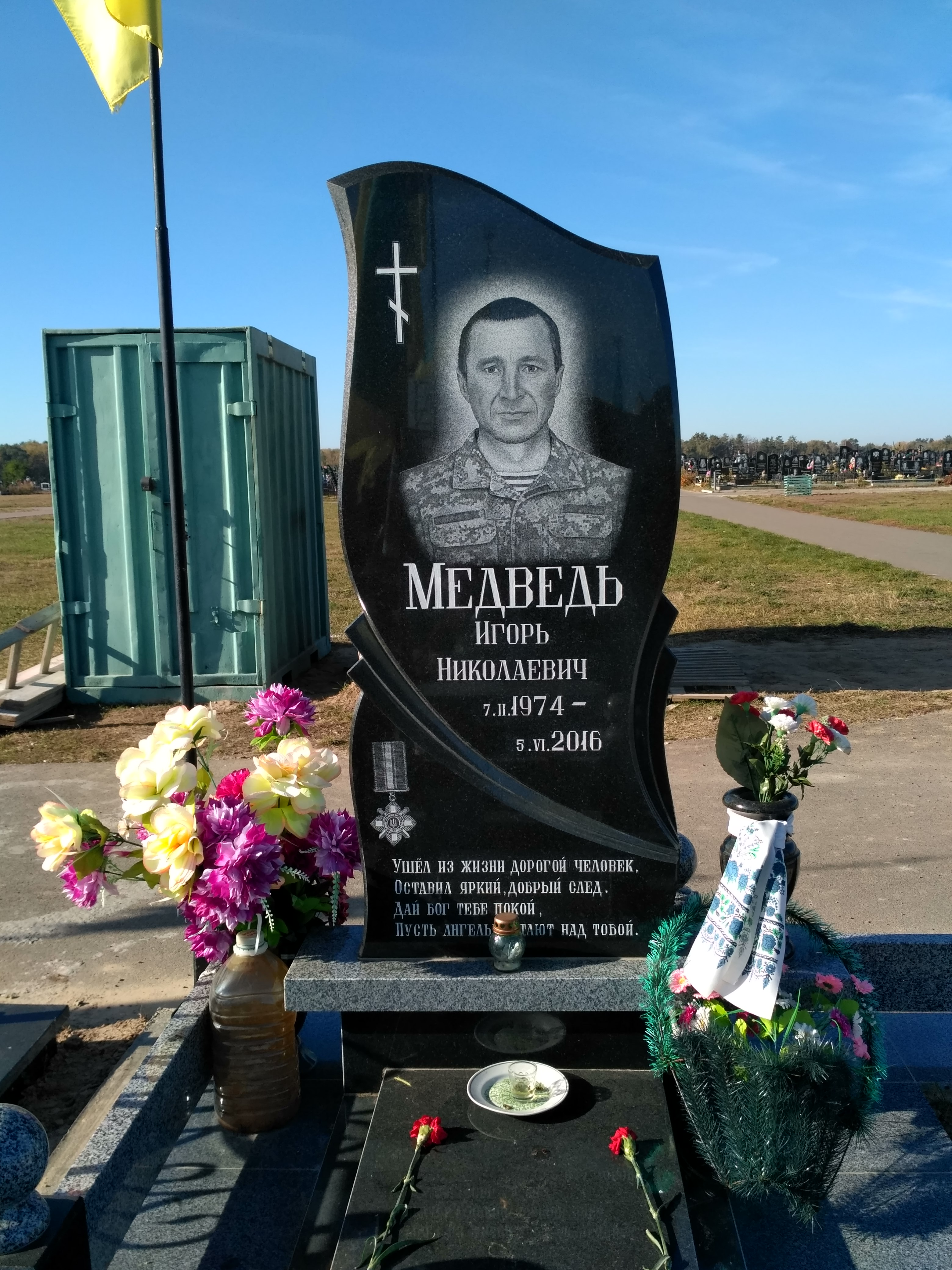
Могила Ігора Медведя. Кладовище Яцево. Жовтень 2018

Без Ігоря лишилася дружина. 

## Нагороди та вшанування
- указом Президента України № 476/2016 від 27 жовтня 2016 року «за особисту мужність і високий професіоналізм, виявлені у захисті державного суверенітету та територіальної цілісності України, вірність військовій присязі» — нагороджений орденом «За мужність» III ступеня (посмертно)[1]
- 13 жовтня 2016 року в селі Лоска на будівлі ЗОШ, де навчався Ігор Медведь, йому відкрито меморіальну дошку.